# Zuzwil (St. Gallen)
Zuzwil – miejscowość i gmina w Szwajcarii, w kantonie St. Gallen, w okręgu Wil.

## Demografia
W Zuzwil mieszkają 4 848 osoby. W 2021 roku 13,1% populacji gminy stanowiły osoby urodzone poza Szwajcarią.  

## Transport
Przez teren gminy przebiegają autostrada A1 oraz droga główna nr 7.